# ستيوارت فرازير (لاعب كرة قدم)
ستيوارت فرازير (بالإنجليزية: Stuart Fraser)‏ (9 يناير 1980 بإدنبرة في المملكة المتحدة - ) هو لاعب كرة قدم بريطاني في مركز الدفاع. شارك مع منتخب اسكتلندا تحت 21 سنة لكرة القدم. أما مع النوادي، فقد لعب مع ستيفيناغ بوروه ونادي لوتون تاون وArniston Rangers F.C. ‏ وبيرويك راينجرز وموسيلبيرج أثليتيك ‏.

## وصلات خارجية
- ستيوارت فرازير (لاعب كرة قدم) على موقع قاعدة بيانات كرة القدم.إي يو (الإنجليزية)
- ستيوارت فرازير (لاعب كرة قدم) على موقع Soccerbase.com (لاعب) (الإنجليزية)